# Embalse de Votkinsk
El embalse de Vótkinsk (del ruso: Воткинское водохранилище), es un embalse localizado en el Krai de Perm y en la república de Udmurtia, en Rusia, formado por la presa de la Central Hidroeléctrica de Vótkinsk construida en el río Kama. El embalse de Vótkinsk tiene una superficie de 1.120 km² y un volumen de agua de 9,4 km³. Su longitud es de 365 kilómetros, su mayor anchura es de 9 km y tiene una profundidad media de 8,4 m. El llenado del embalse se llevó a cabo en 1962-64
El embalse de Vótkinsk fue creado para beneficiar la navegación fluvial y la producción energética. También lleva a cabo la regulación del caudal estacional. Las ciudades de Perm (986.497 hab. en 2010), Krasnokamsk (52.632 hab.), Nytva (20.587 hab. en 2010), Ojansk (7.597 hab.), Osá (22.420 hab.) y Chaikovski (82.400 hab.) se encuentran en las orillas del embalse.